# Sankt Peterskyrkan, Riga
Sankt Peterskyrkan (lettiska: Rīgas Svētā Pētera baznīca; tyska: St. Petrikirche) är en kyrka i Riga. Kyrkan nämns först 1209, men byggdes ut i början av 1400-talet. Den var katolsk kyrka till 1523, då reformationen gjorde den luthersk. I slutet av 1600-talet fick fasaden ett barock-utseende av stadsarkitekten R. Bindenschuh. Det nuvarande tornet färdigställdes 1746. Tornet har träffats av blixten sex gånger, och vid två av dessa tillfällen har tornet kollapsat, 1666 och 1721. Senast brann tornet ned under andra världskriget. Sankt Peterskyrkan renoverades 1954-1973.
Före andra världskriget var tornet den högsta träbyggnaden i Europa. Under sovjettiden installerades en hiss i tornet, till nivån 72 meter, vilket gjorde det möjligt för allmänheten att få tillgång till utsikten över Riga från tornet. Kyrkan har fått sitt namn från Petrus (Sankt Peter).